# 1842 w polityce

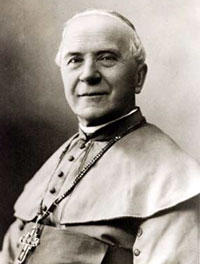
Biskup Józef Sebastian Pelczar

Wydarzenia polityczne w 1842 roku.

## Urodzili się
- 17 stycznia Józef Sebastian Pelczar, biskup przemyski[1].

## Zmarli
- 13 lipca Ferdynand Filip Orleański, francuski książę[2].